# Radeon Pro
Radeon Pro — це бренд професійно-орієнтованих графічних процесорів AMD. В 2016 році він замінив бренд AMD FirePro. У порівнянні з брендом Radeon для основних споживчих/ігрових продуктів, бренд Radeon Pro призначений для використання на робочих станціях і запуску комп’ютерного проектування (САП), комп’ютерних зображень (CGI), створення цифрового контенту (DCC), програми високопродуктивних обчислень/GPGPU, а також створення та запуск програм та ігор віртуальної реальності.
Лінійка продуктів Radeon Pro безпосередньо конкурує з Nvidia, тобто з їхньою лінійкою професійних робочих станцій Quadro (з тих пір, як вона знята з виробництва).

## Продукти

### Radeon Pro Duo 2016
Першою картою, яка була випущена під назвою Radeon Pro, була Radeon Pro Duo з двома графічними чипами в квітні 2016 року. Картка має 2 гпу R9 Nano з рідинним охолодженням і широко рекламується як для запуску, так і для створення контенту віртуальної реальності під гаслом "For Gamers Who Create and Creators Who Game" («Для гравців, які створюють, і творців, які грають»). Естетика та маркетинг Pro Duo відповідають решті продуктів Fury серії 300.

### Radeon Pro SSG

#### Fiji Radeon Pro SSG
Використовуючи архітектуру GCN 1.2, Radeon Pro SSG був представлений у липні 2016 року. SSG розшифровується як Solid State Graphics, і карта буде поєднувати ядро AMD Fiji з твердотільним накопичувачем, щоб збільшити буфер кадру для візуалізації. Таким чином, це розширення сховища швидкого доступу позбавить від проблеми затримки, яка виникає, коли графічному процесору потрібно отримати інформацію з накопичувача масової інформації через центральний процесор, коли обмежена відеопам'ять вичерпується під час важких робочих навантажень. Користувачі зможуть додати до 1 ТБ флеш-пам’яті PCIe M.2 NAND, щоб покращити час візуалізації та очищення. AMD продемонструвала 5,3-кратне збільшення продуктивності під час очищення відео 8K. Цей простір для зберігання SSD може бути доступним для операційної системи або повністю керуватися графічним процесором. Карта Radeon Pro SSG на Fiji була доступна по беті-програмі.

#### Vega Radeon Pro SSG
У липні 2017 року AMD випустила Radeon Pro SSG на базі Vega. Карта використовує 16 ГБ високошвидкісної пам’яті (High Bandwidth Memory) ECC другого покоління (HBM2), що є оновленням від 4 ГБ пам’яті HBM першого покоління на Fiji. Карта Vega також збільшила вбудований твердотільний накопичувач до 2 ТБ.

### Radeon Pro WX

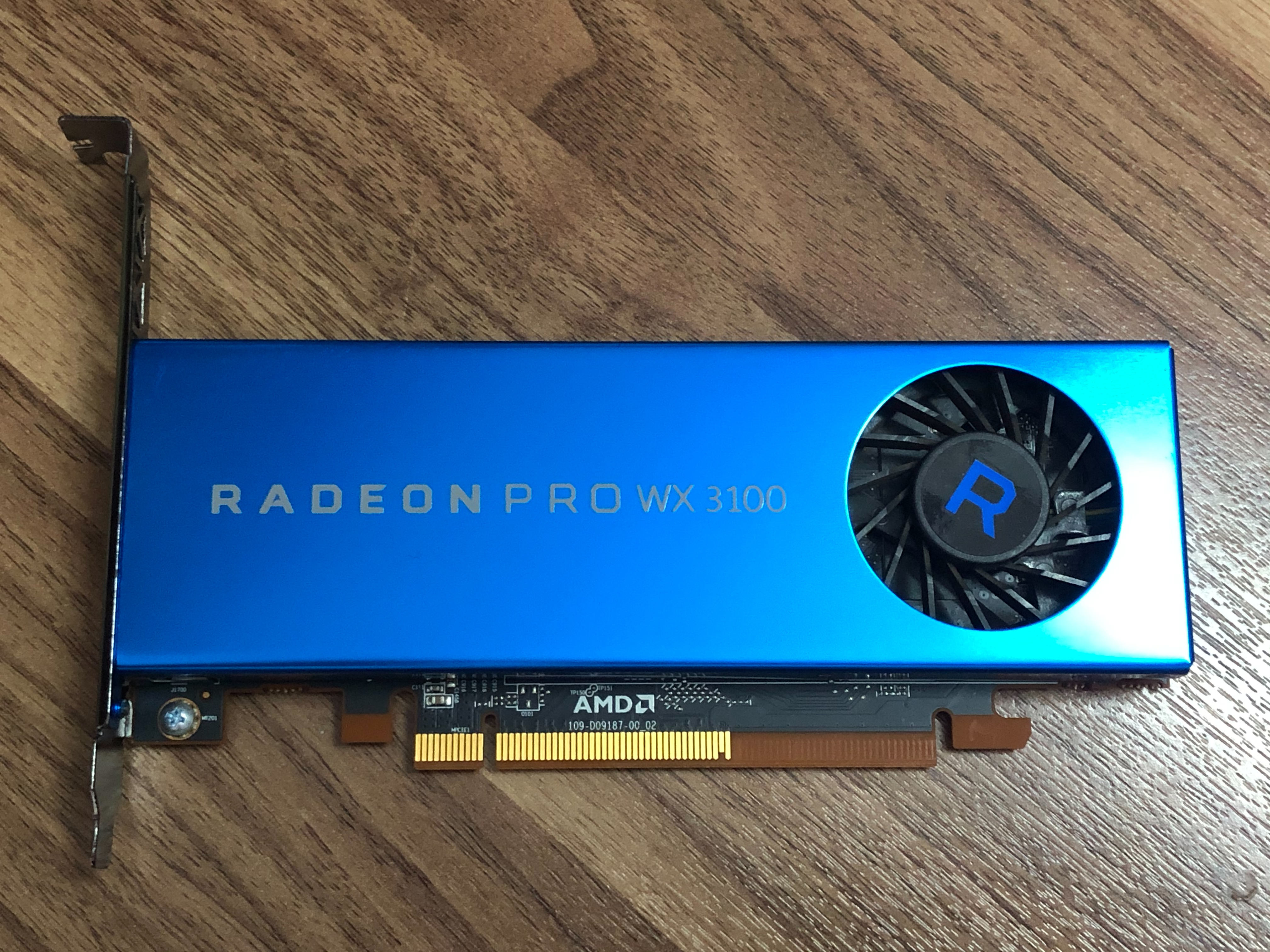
AMD Radeon WX 3100

Radeon Pro WX — це відеокарти, розроблені спеціально для професійних додатків, які використовуються в інженерії, дизайні, створенні контенту та науці. Першими картами Radeon Pro з префіксом WX, які були анонсовані, були WX 7100, WX 5100 і WX 4100 у липні 2016 року. Ці карти на базі Polaris знову націлені на традиційний професійний ринок і збиралися замінити серії FirePro Wx100 і FirePro Wx300. Ці карти разом із Pro SSG будуть використовувати новий, нетоксичний та енергоефективний синій YinMn колір, відкритий Масом Субраманіяном. Ця унікальна естетика для лінійки Radeon Pro відрізняє професійні продукти від споживчої серії Radeon.
Найменша карта, WX 4100 з половинною висотою, продається для використання на робочих станціях малого форм-фактора. Створений для систем вмісту в реальному часі та виробництва CAD і CAM, WX 5100 вписується між WX 4100 і WX 7100 з точки зору продуктивності, при цьому останній знову рекламується з акцентом на застосуванні віртуальної реальності та створення інших медіа, водночас заявляючи, що є "The Most Affordable Workstation Solution" («Найдоступнішим рішенням для робочих станцій»).
У червні 2017 року AMD оголосила про поповнення до серії Radeon Pro WX, карточками WX 2100 і WX 3100 меншої потужності. Обидві карти створені на основі графічного процесора Polaris і мають швидкість 1,25 TFLOPS. WX 2100 має 2 ГБ пам’яті GDDR5 SDRAM, а WX 3100 має 4 ГБ пам’яті GDDR5.
У вересні 2017 року AMD випустила WX 9100 на основі архітектури Vega. Карта має 16 ГБ пам’яті ECC HBM2 і розрахована на 12,29 TFLOPS. Будучи новим флагманом лінійки WX, він значно перевищує продуктивність старого WX 7100, який має показник 5,73 TFLOPS. WX 9100 має сертифіковані ISV (Незалежний постачальник програмного забезпечення) драйвери для професійних програм, включаючи Siemens NX, PTC Creo, Dassault Systèmes CATIA і 3DExperience Platform, Dassault Systèmes SOLIDWORKS і Autodesk® Revit®. WX 9100 особливо добре підходить для виконання важливих робочих навантажень і складного наукового моделювання, оскільки пам'ять ECC допомагає виправити «одну або подвійну помилку в результаті природного фонового випромінювання».

### Radeon Pro 400
Mobile Radeon Pro були вперше представлені з випуском оновлення для серії Apple 15" MacBook Pro, продуктами 2016 року. Ймовірно, це відеочипи, отримані від Polaris 11 з 10-16 обчислювальними блоками 4-го покоління GCN, що забезпечують від 1 до 1,86 TFLOPS. продуктивність.

### Radeon Pro Duo 2017
У квітні 2017 року AMD оголосила про нову версію Radeon Pro Duo яка мала випустити наступного місяця. У новішій версії Pro Duo використовуються подвійні графічні процесори архітектури Polaris з використанням тих самих графічних процесорів, що й у WX7100. Хоча це призводить до меншої кількості обчислювальних блоків і нижчої теоретичної продуктивності, це дозволяє використовувати 32 ГБ GDDR5 SDRAM і меншу потужність плати.

### Radeon Vega Frontier Edition
У травні 2017 року AMD оголосила про випуск Radeon Vega Frontier Edition у червні того ж року. Хоча карта не є продуктом Pro, вона продається в серії Radeon Pro. Radeon Vega Frontier Edition використовує новий «обчислювальний блок наступного покоління» і 16 ГБ пам’яті HBM2 для очікуваної продуктивності одинарної точності 13,1 TFLOP і 26,2 TFLOP наполовину. Зрештою, два продукти Frontier Edition були випущені з повітряним або рідинним охолодженням. Відеокарти з рідинним охолодженням підтримувала більш високий TDP і була здатна досягати та підтримувати вищі тактові частоти , але в іншому ці два продукти мають подібні апаратні характеристики.

### Radeon Pro 500
Серія Radeon Pro 500, випущена в поєднанні з оновленням серії Apple iMac 2017 року, випускалися для iMac з дисплеєм 4K і 5K Retina. Серія 500 підтримує від 2 до 8 ГБ відеопам’яті з продуктивністю від 1,3 до 5,5 TFLOPS.

### Radeon Pro Vega
Лінійка графічних процесорів Radeon Pro Vega була вперше анонсована у 2017 році як частина iMac Pro від Apple. Дві моделі, Radeon Pro Vega 56 і 64, підтримують 8 і 16 ГБ пам'яті HBM2 відповідно. 30 жовтня 2018 року Apple додала варіанти оновлення відеокарти для своєї лінійки 15-дюймових MacBook Pro, що складалася з Radeon Pro Vega 16 і 20. Похідні від Vega 12, який використовувався лише на ноутбуках Apple, обидва графічні процесори мають бланки пам’яті 4 ГБ HBM2 і продуктивність до 3,3 TFLOPS.
Друге покоління, 7 нм Radeon Pro Vega II, було анонсовано у 2019 році як частина настільного комп’ютера Apple третього покоління Mac Pro. Pro Vega II підтримує 32 ГБ пам'яті HBM2, а Pro Vega II Duo поєднує два графічних процесора Vega і підтримує 64 ГБ пам'яті HBM2. Mac Pro підтримує до двох графічних карт Pro Vega II або Pro Vega II Duo, що дозволяє використовувати в системі до чотирьох графічних процесорів Vega і 128 ГБ пам'яті HBM2.
Radeon Pro VII був анонсований у травні 2020 року як професійний варіант Radeon VII.

### Radeon Pro 5000M
Випущено разом з 16-дюймовим MacBook Pro 2019 року виробництва Apple. Було анонсовано дві моделі, 5300M і 5500M. Обидва мають інтерфейси пам’яті GDDR6 зі пропускною здатністю 192 ГБ/с. 5500M підтримує до 8 ГБ GDDR6 і 4,0 TFLOPS. У червні 2020 року була тихо випущена нова модель GPU 5600M з 8 ГБ пам’яті HBM2.

### Radeon Pro W5000
Radeon Pro W5700, який базується на архітектурі RDNA для настільних робочих станцій, був офіційно випущений 19 листопада 2019 року. Менша модель Radeon Pro W5500 була випущена в лютому 2020 року.

## Програмне забезпечення
Більшість професійних обчислень виконується за допомогою платформ Radeon Open Compute і GPUOpen.

### Project Loom
На заході AMD у 2016 році Project Loom було оголошено про співпрацю між AMD і Radiant Images. Програма зшивання фотографій і відео з прискореним графічним процесором у режимі реального часу доповнить платформу розробки віртуальної реальності AMD. Хоча традиційне зшивання фотографій не є таким складним завданням, Project Loom має на меті покращити час візуалізації, коли виконується важке робоче навантаження зі зшивання кількох кутів високої роздільної здатності, щоб сформувати 360-градусну віртуальну реальність як на гарнітурі, так і на мобільних пристроях. Використовуючи протокол AMD Direct GMA, програмне забезпечення дозволяє графічним картам Radeon Pro працювати безпосередньо з обладнанням для захоплення відео, щоб з’єднувати відео з роздільною здатністю 360 градусів і роздільною здатністю 4K з 24 камер 1080p при 60 кадрах в секунду.
Програмне забезпечення має бути конкурентоспроможним із VRWorks 360 Video SDK від Nvidia, і, як повідомляється, буде створено з відкритим вихідним кодом через GPUOpen.

### ProRender
Наступник FireRender, Radeon ProRender працює з високоякісними графічними програмами як фотореалістичний автономний 3D-рендерер OpenCL і механізм трасування променів. ProRender прагне конкурувати з такими програмами, як Iray від NVIDIA та іншими дорогими фірмовими рішеннями. Однак AMD робить ProRender безкоштовним і доступним для всього графічного обладнання. ProRender був випущений AMD у червні 2016 року з підтримкою Blender, 3D Studio Max, SolidWorks та Maya.

### Драйвера
API OpenGL 4.5 підтримується, а 4.6 знаходиться в розробці. API Vulkan 1.0 підтримується всіма відеокартами з архітектурою GCN. Vulkan 1.1 (GCN 2. Gen. або 1.2 і вище) буде підтримуватися фактично драйверами у 2018 році.
Як і в інших архітектурах GPU, продуктивність з плаваючою комою залежить від точності та покоління GCN:
- У GCN 4-го покоління FP64 становить 1/16 від FP32. Нові ігрові карти мають кращі коефіцієнти, що має відображатися на новіших похідних «Pro» версіях:
  - Ігрова карта Radeon R9 295X2 зросла до 1/8 FP32.
  - Ігрова карта Radeon VII зросла до 1/4 FP32.
  - У Radeon Pro Vega 20 коефіцієнт збільшений до 1/2 FP32.
- У GCN 5-го покоління FP16 вдвічі перевищує FP32. З 1-го по 4-е покоління він дорівнював FP32.

Для тих, кому потрібна більш висока продуктивність FP64, форма FP64, відмінна від подвійної точності IEEE, може бути емульована за допомогою набагато швидших операцій FP32. Вартість становить приблизно 1/3 продуктивності порівняно з FP32, набагато краще, ніж може забезпечити вбудована підтримка.

## Модельний ряд

### Моделі для робочих станцій

#### Radeon Pro WX x100, SSG, Duo і V
| 2× | 5700×106 232 мм2 |

| 2× | 2304:128:32 36 CU |

| 2× | 12500×106 484 мм2 |

| 2× | 3584:224:64 56 CU |

1. 1 2 3  Значення підсилене (якщо є) наведено під базовим значенням курсивом.
2. ↑  Швидкість заповнення текстури розраховується як кількість блоків відображення текстури, помножена на базову (або прискорюючу) тактову частоту ядра.
3. ↑  Швидкість заповнення пікселів розраховується як кількість вихідних одиниць візуалізації, помножена на базову (або прискорюючу) тактову частоту ядра.
4. ↑  Точна продуктивність розраховується на основі базової (або розширеної) тактової частоти ядра на основі операції FMA.
5. ↑  Уніфіковані шейдери : Текстурні блоки : Блоки растеризації :  Обчислювальні одиниці (CU)
6. ↑  Щоб розрахувати потужність обробки FP64 з увімкненим драйвером, див. драйвер.

#### Radeon Vega Frontier Edition
| Модель (кодове ім'я)                         | Дата виходу    | Архітектура і техпроцес | Транзистори і площа ядра | Ядро         | Ядро          | Швидкість заповнення | Швидкість заповнення | GFLOPS   | GFLOPS   | GFLOPS   | Пам'ять       | Пам'ять     | Пам'ять        | Пам'ять                    | TBP (Вт) | Інтерфейс вводу-виводу | Ціна в момент виходу (USD) |
| Модель (кодове ім'я)                         | Дата виходу    | Архітектура і техпроцес | Транзистори і площа ядра | Конфігурація | Частота (МГц) | ГТ/с                 | ГП/с                 | Половина | Одинарна | Подвійна | Тип і ширина  | Об'єм (ГіБ) | Частота (МТ/с) | Пропускна здатність (Гб/с) | TBP (Вт) | Інтерфейс вводу-виводу | Ціна в момент виходу (USD) |
| -------------------------------------------- | -------------- | ----------------------- | ------------------------ | ------------ | ------------- | -------------------- | -------------------- | -------- | -------- | -------- | ------------- | ----------- | -------------- | -------------------------- | -------- | ---------------------- | -------------------------- |
| Radeon Vega Frontier Edition (Air Cooled)    | 27 червня 2017 | GCN 5th gen (14 нм)     | 12.5×109 484 мм2         | 4096:256:64  | 1382          | 409.6                | 102.4                | 22643    | 11321    | 707.6    | HBM2 2048-біт | 16          | 1890           | 483.8                      | 300      | PCIe 3.0 ×16           | $999                       |
| Radeon Vega Frontier Edition (Liquid Cooled) | 27 червня 2017 | GCN 5th gen (14 нм)     | 12.5×109 484 мм2         | 4096:256:64  | 1600          | 409.6                | 102.4                | 26214    | 13107    | 819.2    | HBM2 2048-біт | 16          | 1890           | 483.8                      | 350      | PCIe 3.0 ×16           | $1499                      |

1. 1 2 3  Значення підсилене (якщо є) наведено під базовим значенням курсивом.
2. ↑  Швидкість заповнення текстури розраховується як кількість блоків відображення текстури, помножена на базову (або прискорюючу) тактову частоту ядра.
3. ↑  Швидкість заповнення пікселів розраховується як кількість вихідних одиниць візуалізації, помножена на базову (або прискорюючу) тактову частоту ядра.
4. ↑  Точна продуктивність розраховується на основі базової (або розширеної) тактової частоти ядра на основі операції FMA.
5. ↑  Уніфіковані шейдери : Текстурні блоки : Блоки растеризації :  Обчислювальні одиниці (CU)

#### Radeon Pro WX x200
| Модель (кодове ім'я)         | Дата виходу    | Архітектура і техпроцес | Транзистори і площа ядра | Ядро             | Ядро          | Швидкість заповнення | Швидкість заповнення | TFLOPS   | TFLOPS   | TFLOPS   | Пам'ять      | Пам'ять     | Пам'ять        | Пам'ять                    | TBP (Вт) | Інтерфейс вводу-виводу | Роз'єми для виходів дисплея | Ціна в момент виходу (USD) |
| Модель (кодове ім'я)         | Дата виходу    | Архітектура і техпроцес | Транзистори і площа ядра | Конфігурація     | Частота (МГц) | ГТ/с                 | ГП/с                 | Половина | Одинарна | Подвійна | Тип і ширина | Об'єм (ГіБ) | Частота (МТ/с) | Пропускна здатність (Гб/с) | TBP (Вт) | Інтерфейс вводу-виводу | Роз'єми для виходів дисплея | Ціна в момент виходу (USD) |
| ---------------------------- | -------------- | ----------------------- | ------------------------ | ---------------- | ------------- | -------------------- | -------------------- | -------- | -------- | -------- | ------------ | ----------- | -------------- | -------------------------- | -------- | ---------------------- | --------------------------- | -------------------------- |
| Radeon Pro WX 3200 (Polaris) | Липень 2019    | GCN 4 (14 нм)           |                          | 640:40:? (10)    |               |                      |                      | SP       | 1.66     | 0.104    | GDDR5 128    | 4           | 6000           | 96                         | 50       | PCIe 3.0 ×8            | 4x міні-DP 1.4              | $200                       |
| Radeon Pro WX 8200 (Vega)    | 13 серпня 2018 | GCN 5 (14 нм)           | 12500×106 484 мм2        | 3584:224:64 (56) | 1200 1530     | 342.7                | 97.92                | 2x SP    | 10.967   | 1/16 SP  | HBM2 2048    | 8           | 2000           | 512                        | <230     | PCIe 3.0 ×16           | 4x міні-DP 1.4              | $999                       |

1. 1 2 3  Значення підсилене (якщо є) наведено під базовим значенням курсивом.
2. ↑  Швидкість заповнення текстури розраховується як кількість блоків відображення текстури, помножена на базову (або прискорюючу) тактову частоту ядра.
3. ↑  Швидкість заповнення пікселів розраховується як кількість вихідних одиниць візуалізації, помножена на базову (або прискорюючу) тактову частоту ядра.
4. ↑  Точна продуктивність розраховується на основі базової (або розширеної) тактової частоти ядра на основі операції FMA.
5. ↑  Уніфіковані шейдери : Текстурні блоки : Блоки растеризації :  Обчислювальні одиниці (CU)
6. ↑  Щоб розрахувати потужність обробки FP64 з увімкненим драйвером, див. драйвер.

#### Radeon Vega Pro (для Apple Mac Pro)
| Модель (кодове ім'я)             | Дата виходу і ціна         | Архітектура і техпроцес | Транзистори і площа ядра | Ядро                          | Ядро          | Швидкість заповнення | Швидкість заповнення | GFLOPS   | GFLOPS   | Пам'ять       | Пам'ять     | Пам'ять        | Пам'ять                    | TDP (Вт) | Інтерфейс вводу-виводу | Роз'єми для виходів дисплея  |
| Модель (кодове ім'я)             | Дата виходу і ціна         | Архітектура і техпроцес | Транзистори і площа ядра | Конфігурація                  | Частота (МГц) | ГТ/с                 | ГП/с                 | Одинарна | Подвійна | Тип і ширина  | Об'єм (ГіБ) | Частота (МТ/с) | Пропускна здатність (Гб/с) | TDP (Вт) | Інтерфейс вводу-виводу | Роз'єми для виходів дисплея  |
| -------------------------------- | -------------------------- | ----------------------- | ------------------------ | ----------------------------- | ------------- | -------------------- | -------------------- | -------- | -------- | ------------- | ----------- | -------------- | -------------------------- | -------- | ---------------------- | ---------------------------- |
| Radeon Pro Vega II (Vega 20)     | 1 листопада 2019$2,800 USD | GCN 5 7FF               | 0.0×109 ? мм2            | 4096:256:64 64 CU             | 1700          | 435                  | 109                  | 14200    | 880      | HBM2 4096-біт | 32          | 2000           | 1000                       | Невідомо | PCIe 3.0 ×16           | 4× Thunderbolt 3 1× HDMI 2.0 |
| Radeon Pro Vega II Duo (Vega 20) | 1 листопада 2019$5,600 USD | GCN 5 7FF               | 0.0×109 ? мм2            | \| 2× \| 4096:256:64 64 CU \| | 1700          | 2× 435               | 2× 109               | 2× 14200 | 2× 880   | HBM2 4096-біт | 2× 32       | 2000           | 1000                       | Невідомо | PCIe 3.0 ×16           | 4× Thunderbolt 3 1× HDMI 2.0 |
| 2×                               | 4096:256:64 64 CU          |                         |                          |                               |               |                      |                      |          |          |               |             |                |                            |          |                        |                              |

1. 1 2 3  Значення підсилене (якщо є) наведено під базовим значенням курсивом.
2. ↑  Швидкість заповнення текстури розраховується як кількість блоків відображення текстури, помножена на базову (або прискорюючу) тактову частоту ядра.
3. ↑  Швидкість заповнення пікселів розраховується як кількість вихідних одиниць візуалізації, помножена на базову (або прискорюючу) тактову частоту ядра.
4. ↑  Точна продуктивність розраховується на основі базової (або розширеної) тактової частоти ядра на основі операції FMA.
5. ↑  Уніфіковані шейдери : Текстурні блоки : Блоки растеризації :  Обчислювальні одиниці (CU)

### Мобільні відеочипи

#### Radeon Pro 400
| Модель (кодове ім'я) | Дата виходу    | Архітектура і техпроцес | Транзистори і площа ядра | Ядро             | Ядро          | Швидкість заповнення | Швидкість заповнення | GFLOPS        | GFLOPS   | Пам'ять       | Пам'ять     | Пам'ять        | Пам'ять                    | TDP   | Інтерфейс вводу-виводу |
| Модель (кодове ім'я) | Дата виходу    | Архітектура і техпроцес | Транзистори і площа ядра | Конфігурація     | Частота (МГц) | ГТ/с                 | ГП/с                 | Одинарна      | Подвійна | Тип і ширина  | Об'єм (ГіБ) | Частота (МТ/с) | Пропускна здатність (Гб/с) | TDP   | Інтерфейс вводу-виводу |
| -------------------- | -------------- | ----------------------- | ------------------------ | ---------------- | ------------- | -------------------- | -------------------- | ------------- | -------- | ------------- | ----------- | -------------- | -------------------------- | ----- | ---------------------- |
| Radeon Pro 450       | 30 жовтня 2016 | GCN 4 14 нм             | 3.0×109 123 мм2          | 640:40:16 10 CU  | 725 775       | 29 31                | 11.6 12.4            | 928 992       | 1/16 SP  | GDDR5 128-біт | 2           | 5000           | 80                         | 35 Вт | PCIe 3.0 ×16           |
| Radeon Pro 455       | 30 жовтня 2016 | GCN 4 14 нм             | 3.0×109 123 мм2          | 768:48:16 12 CU  | 850           | 40.8                 | 13.6                 | 1305.6        | 1/16 SP  | GDDR5 128-біт | 2           | 5000           | 80                         | 35 Вт | PCIe 3.0 ×16           |
| Radeon Pro 460       | 30 жовтня 2016 | GCN 4 14 нм             | 3.0×109 123 мм2          | 1024:64:16 16 CU | 850 910       | 54.4 58.2            | 13.6 14.56           | 1740.8 1863.7 | 1/16 SP  | GDDR5 128-біт | 4           | 5000           | 80                         | 35 Вт | PCIe 3.0 ×16           |

1. 1 2 3  Значення підсилене (якщо є) наведено під базовим значенням курсивом.
2. ↑  Швидкість заповнення текстури розраховується як кількість блоків відображення текстури, помножена на базову (або прискорюючу) тактову частоту ядра.
3. ↑  Швидкість заповнення пікселів розраховується як кількість вихідних одиниць візуалізації, помножена на базову (або прискорюючу) тактову частоту ядра.
4. ↑  Точна продуктивність розраховується на основі базової (або розширеної) тактової частоти ядра на основі операції FMA.
5. ↑  Уніфіковані шейдери : Текстурні блоки : Блоки растеризації :  Обчислювальні одиниці (CU)

#### Radeon Pro 500M (для Apple MacBook Pro і iMac)
| Модель (кодове ім'я)         | Дата виходу   | Архітектура і техпроцес | Транзистори і площа ядра | Ядро              | Ядро          | Швидкість заповнення | Швидкість заповнення | GFLOPS   | GFLOPS   | Пам'ять       | Пам'ять     | Пам'ять        | Пам'ять                    | TDP (Вт) | Інтерфейс вводу-виводу |
| Модель (кодове ім'я)         | Дата виходу   | Архітектура і техпроцес | Транзистори і площа ядра | Конфігурація      | Частота (МГц) | ГТ/с                 | ГП/с                 | Одинарна | Подвійна | Тип і ширина  | Об'єм (ГіБ) | Частота (МТ/с) | Пропускна здатність (Гб/с) | TDP (Вт) | Інтерфейс вводу-виводу |
| ---------------------------- | ------------- | ----------------------- | ------------------------ | ----------------- | ------------- | -------------------- | -------------------- | -------- | -------- | ------------- | ----------- | -------------- | -------------------------- | -------- | ---------------------- |
| Radeon Pro 555 (Polaris 21)  | 6 червня 2017 | GCN 4 14 нм             | 3.0×109 123 мм2          | 768:48:16 12 CU   | 850           | 40.8                 | 13.6                 | 1306     | 1/16 SP  | GDDR5 128-біт | 2           | 5100           | 81.60                      | 50 Вт    | PCIe 3.0 ×16           |
| Radeon Pro 555X (Polaris 21) | 16 липня 2018 | GCN 4 14 нм             | 3.0×109 123 мм2          | 768:48:16 12 CU   | 907           | 43.54                | 14.51                | 1393     | 1/16 SP  | GDDR5 128-біт | 4           | 5100           | 81.60                      | 50 Вт    | PCIe 3.0 ×16           |
| Radeon Pro 560 (Polaris 21)  | 6 червня 2017 | GCN 4 14 нм             | 3.0×109 123 мм2          | 1024:64:16 16 CU  | 907           | 58.05                | 14.51                | 1858     | 1/16 SP  | GDDR5 128-біт | 4           | 5080           | 81.28                      | 50 Вт    | PCIe 3.0 ×16           |
| Radeon Pro 560X (Polaris 21) | 16 липня 2018 | GCN 4 14 нм             | 3.0×109 123 мм2          | 1024:64:16 16 CU  | 1004          | 64.26                | 16.06                | 2056     | 1/16 SP  | GDDR5 128-біт | 4           | 5080           | 81.28                      | 50 WВт   | PCIe 3.0 ×16           |
| Radeon Pro 570 (Polaris 20)  | 6 червня 2017 | GCN 4 14 нм             | 5.7×109 232 мм2          | 1792:112:32 28 CU | 1000          | 112                  | 32                   | 3584     | 1/16 SP  | GDDR5 256-біт | 4           | 6800           | 217.6                      | 120 Вт   | PCIe 3.0 ×16           |
| Radeon Pro 575 (Polaris 20)  | 6 червня 2017 | GCN 4 14 нм             | 5.7×109 232 мм2          | 2048:128:32 32 CU | 1100          | 140.8                | 35.2                 | 4506     | 1/16 SP  | GDDR5 256-біт | 4           | 6800           | 217.6                      | 120 Вт   | PCIe 3.0 ×16           |
| Radeon Pro 580 (Polaris 20)  | 6 червня 2017 | GCN 4 14 нм             | 5.7×109 232 мм2          | 2304:144:32 36 CU | 1100 1200     | 172.8                | 38.4                 | 5530     | 1/16 SP  | GDDR5 256-біт | 8           | 6800           | 217.0                      | 150 Вт   | PCIe 3.0 ×16           |

1. 1 2 3  Значення підсилене (якщо є) наведено під базовим значенням курсивом.
2. ↑  Швидкість заповнення текстури розраховується як кількість блоків відображення текстури, помножена на базову (або прискорюючу) тактову частоту ядра.
3. ↑  Швидкість заповнення пікселів розраховується як кількість вихідних одиниць візуалізації, помножена на базову (або прискорюючу) тактову частоту ядра.
4. ↑  Точна продуктивність розраховується на основі базової (або розширеної) тактової частоти ядра на основі операції FMA.
5. ↑  Уніфіковані шейдери : Текстурні блоки : Блоки растеризації :  Обчислювальні одиниці (CU)

#### Radeon Pro 5000M (для Apple MacBook Pro)
| Модель (кодове ім'я)       | Дата виходу       | Архітектура і техпроцес | Транзистори і площа ядра | Ядро              | Ядро          | Швидкість заповнення | Швидкість заповнення | TFLOPS   | TFLOPS   | Пам'ять       | Пам'ять     | Пам'ять        | Пам'ять                    | TDP   | Інтерфейс вводу-виводу |
| Модель (кодове ім'я)       | Дата виходу       | Архітектура і техпроцес | Транзистори і площа ядра | СКонфігурація     | Частота (МГц) | ГТ/с                 | ГП/с                 | Одинарна | Подвійна | Тип і ширина  | Об'єм (ГіБ) | Частота (МТ/с) | Пропускна здатність (Гб/с) | TDP   | Інтерфейс вводу-виводу |
| -------------------------- | ----------------- | ----------------------- | ------------------------ | ----------------- | ------------- | -------------------- | -------------------- | -------- | -------- | ------------- | ----------- | -------------- | -------------------------- | ----- | ---------------------- |
| Radeon Pro 5300M (Navi 14) | 13 листопада 2019 | RDNA 7 нм               | 6.4×109 155 мм2          | 1280:80:32 20 CU  | 1000 1250     | 100                  | 40                   | 3.2      | 1/16 SP  | GDDR6 128-біт | 4           | 12000          | 192.0                      | 50 Вт | PCIe 4.0 ×16           |
| Radeon Pro 5500M (Navi 14) | 13 листопада 2019 | RDNA 7 нм               | 6.4×109 155 мм2          | 1536:96:32 24 CU  | 1000 1300     | 124.8                | 41.6                 | 4.0      | 1/16 SP  | GDDR6 128-біт | 4 or 8      | 12000          | 192.0                      | 50 Вт | PCIe 4.0 ×16           |
| Radeon Pro 5600M (Navi 12) | 15 червня 2020    | RDNA 7 нм               | 10.3×109 251 мм2         | 2560:160:64 40 CU | 1000 1030     | 164.8                | 65.9                 | 5.3      | 1/16 SP  | HBM2 2048-біт | 8           | 1540           | 394.0                      | 50 Вт | PCIe 4.0 ×16           |

1. 1 2 3  Значення підсилене (якщо є) наведено під базовим значенням курсивом.
2. ↑  Швидкість заповнення текстури розраховується як кількість блоків відображення текстури, помножена на базову (або прискорюючу) тактову частоту ядра.
3. ↑  Швидкість заповнення пікселів розраховується як кількість вихідних одиниць візуалізації, помножена на базову (або прискорюючу) тактову частоту ядра.
4. ↑  Точна продуктивність розраховується на основі базової (або розширеної) тактової частоти ядра на основі операції FMA.
5. ↑  Уніфіковані шейдери : Текстурні блоки : Блоки растеризації :  Обчислювальні одиниці (CU)

#### Radeon Pro WX mobile series
- Half Precision Power (FP16) is equal single precision power (FP32) in 4th GCN Generation (in 5th Gen: Half Precision (FP16) = 2x SP (FP32))

| Модель (кодове ім'я)                     | Дата виходу     | Архітектура і техпроцес | Транзистори і площа ядра | Ядро           | Ядро          | Швидкість заповнення | Швидкість заповнення | GFLOPS        | GFLOPS        | Пам'ять       | Пам'ять     | Пам'ять        | Пам'ять                    | TDP (Вт) | Інтерфейс вводу-виводу | Ціна в момент виходу (USD) |
| Модель (кодове ім'я)                     | Дата виходу     | Архітектура і техпроцес | Транзистори і площа ядра | Конфігурація   | Частота (МГц) | ГТ/с                 | ГП/с                 | Одинарна      | Подвійна      | Тип і ширина  | Об'єм (ГіБ) | Частота (МТ/с) | Пропускна здатність (Гб/с) | TDP (Вт) | Інтерфейс вводу-виводу | Ціна в момент виходу (USD) |
| ---------------------------------------- | --------------- | ----------------------- | ------------------------ | -------------- | ------------- | -------------------- | -------------------- | ------------- | ------------- | ------------- | ----------- | -------------- | -------------------------- | -------- | ---------------------- | -------------------------- |
| Radeon Pro WX 2100 (Mobile) (Polaris 12) | 1 березня 2017  | GCN 4 (14 нм)           | 2.2×109 101 мм2          | 512:32:16:8    | ?             | ?                    | ?                    | 1250          | 78 1/16 SP    | GDDR5 64-біт  | 2           | 6000           | 48                         | 35       | PCIe 3.0 ×16           | $149                       |
| Radeon Pro WX 3100 (Mobile) (Polaris 12) | 21 березня 2017 | GCN 4 (14 нм)           | 2.2×109 101 мм2          | 512:32:16:8    | ?             | ?                    | ?                    | GDDR5 128-біт | 4             | 6000          | 96          | 50             | $199                       |          | PCIe 3.0 ×16           |                            |
| Radeon Pro WX 4130 Mobile (Polaris 11)   | 1 березня 2017  | GCN 4 (14 нм)           | 3.0×109 123 mm2          | 640:40:16:10   | 1000 1050     | 16.85                | 42.12                | 1348          | 84.24 1/16 SP | GDDR5 128-біт | 4           | 6000           | 96                         | 50       | PCIe 3.0 ×16           | Невідомо                   |
| Radeon Pro WX 4150 Mobile (Polaris 11)   | 1 березня 2017  | GCN 4 (14 нм)           | 3.0×109 123 mm2          | 896:56:16:14   | 1000 1050     | 16.85                | 58.97                | 1887          | 118 1/16 SP   | GDDR5 128-біт | 4           | 6000           | 96                         | 50       | PCIe 3.0 ×16           | Невідомо                   |
| Radeon Pro WX 4170 Mobile (Polaris 11)   | 1 березня 2017  | GCN 4 (14 нм)           | 3.0×109 123 mm2          | 1024:64:16:16  | 1000 1050     | 16.85                | 67.39                | 2157          | 135 1/16 SP   | GDDR5 128-ьіт | 4           | 7000           | 112                        | 50       | PCIe 3.0 ×16           | $399 як і WX4100           |
| Radeon Pro WX 7100 Mobile (Polaris 10)   | 1 березня 2017  | GCN 4 (14 нм)           | 5.7×109 232 мм2          | 2304:144:32:36 | 1188          | 39.78                | 179.0                | 5728          | 358 1/16 SP   | GDDR5 256-біт | 8           | 5000           | 160                        | 130      | PCIe 3.0 ×16           | $799 як і WX7100           |

1. 1 2 3  Значення підсилене (якщо є) наведено під базовим значенням курсивом.
2. ↑  Швидкість заповнення текстури розраховується як кількість блоків відображення текстури, помножена на базову (або прискорюючу) тактову частоту ядра.
3. ↑  Швидкість заповнення пікселів розраховується як кількість вихідних одиниць візуалізації, помножена на базову (або прискорюючу) тактову частоту ядра.
4. ↑  Точна продуктивність розраховується на основі базової (або розширеної) тактової частоти ядра на основі операції FMA.
5. ↑  Уніфіковані шейдери : Текстурні блоки : Блоки растеризації :  Обчислювальні одиниці (CU)